# Amikor a gonosz leselkedik
Az Amikor a gonosz leselkedik (eredeti cím: When Evil Lurks) 2023-ban bemutatott argentin–amerikai természetfeletti horrorfilm, amelyet saját forgatókönyvéből Demián Rugna rendezett. A főbb szerepekben Ezequiel Rodríguez, Demián Salomon, Luis Ziembrowski, Silvia Sabater és Marcelo Michinaux látható.
Világpremierje 2023. szeptember 16-án volt a Torontói Nemzetközi Filmfesztiválon. Az IFC Films október 6-án mutatta be a mozikban, október 27-én a Shudder streaming-szolgáltatáson is megjelent. Magyarországon 2024. július 11-én mutatták be az ADS Service forgalmazásában.

## Cselekmény
Amikor Pedro és Jaime fivérek reggel lövéseket hallanak egy közeli erdőben, egy idegen férfi holttestére bukkannak. Kutatásuk egy közeli kunyhóhoz elvezeti őket, ahol María Elena idős asszony két fiával rejtőzködik. A legidősebb fiú, Uriel „rothadóvá”, egy születendő démon által megszállt lénnyé vált, aki a fizikai születésére vár. A halott egy „tisztító” holtteste volt, akit María Elena azért hívott, hogy megölje Urielt és elűzze a démont, mielőtt az másokat is megszállhatna.
A hatóságok figyelmen kívül hagyják a démont, mivel az nem az ő problémájuk. A testvérek a földbirtokos Ruizhoz fordulnak segítségért, aki úgy próbál megbirkózni Uriellel, hogy a megszállottat a földjén kívülre küldi. Miután épphogy elkerülnek egy kisfiút az úton, a három férfi rájön, valószínűleg Uriel megszökött a teherautóból. Ruiz lezártnak nyilvánítja az ügyet, és hazamegy. Másnap reggel azonban Ruiz terhes felesége, Jimena felfedezi, hogy az egyik kecskéjét megszállta a gonosz. Az asszony figyelmeztetése ellenére, miszerint ne használjon fegyvert, mert az segíti a démon elterjedését, Ruiz lelövi az állatot, de a felesége azonnal végez vele, majd egy baltával többször fejbe vágva magát öngyilkosságot követ el.
Másnap reggel Jaime és Pedro megegyeznek, hogy elhagyják a várost, magukkal viszik a családtagjaikat, és biztonságba helyezik őket. Jaime felveszi az anyját, míg Pedro a volt feleségéhez, Sabrinához megy. Ez veszekedéshez vezet közte, Sabrina és új férje, Leonardo között, amikor Pedro megpróbálja elhozni két gyermekét, Jairt és Santinót. Miközben a veszekedés eltereli a figyelmüket, a család kutyája, aki korábban Pedro démonnal szennyezett ruháit nyalogatta, brutálisan megtámadja Vickyt (Leonardo és Sabrina lánya), és kirángatja a házból. Leonardo és Pedro üldözőbe veszik a kutyát, és az előbbi lelövi. Pedro visszatér Sabrinához, de látja, hogy a lánya sértetlenül visszatért, és fenyegeti Sabrinát, ezért Pedro ellopja a kocsiját. Ahogy Pedro elhajt a fiaival, szemtanúja lesz annak, hogy Leonardo elgázolja  Sabrinát az autójával, miközben Vicky táncol.
Pedro felveszi Jaime-t és az anyját, és az összegyűlt család elhagyja a várost, majd megérkeznek Mirta, Jaime egykori takarítónőjének és barátjának házába, aki meghívja őket, hogy töltsék ott az éjszakát. Mirta figyelmezteti Jaime-t Jairre, aki autista és a megszállottság jeleit mutatja, de Jaime nem hisz neki. A megszállt élőhalott Sabrina elrabolja Santinót, és Mirta tanácsára Jaime üldözőbe veszi, míg ő és Pedro Uriel után kutatnak, hogy véget vessenek a démoni járványnak. Mialatt Sabrinát keresi, Jaime rájön, a nő megölte Santinót, és dührohamában elgázolja. Eközben egy fának ütközik. A testvérek anyja Mirtával marad, és Jairrel várakozik, aki visszatért a házba, és most már tisztán és szabadon beszél.
Pedro és Mirta keresése egy megszállott gyerekekkel teli iskolába vezet, akik szemtelenül hazudnak a házaspárnak, hogy megkönnyítsék a démoni születést. A páros megtalálja Urielt a kis előadóterem színpada alatt, és Pedro megpróbálja kiásni őt, míg Mirta felállítja a démonölő berendezést. Pedro elveszti a türelmét, és elhiszi a gyerekek hazugságait a közelben lévő tűzoltóbaltáról, ami segíthet. Berohan az irodába, miközben Mirta azt kiabálja, ne hagyja magára. Amíg ő távol van, a gyerekek bezárják Pedrót, megölik Mirtát és leszerelik a berendezést. Pedro feldühödve agyonveri Urielt a törött eszközök egy részével, de már túl késő megakadályozni a születést. Az Urielben lakozó démon nem sokkal később megszületik, ledobja magáról a holttestet, és bemutatkozik a legyőzött Pedrónak. Miután kigúnyolta és megkímélte Pedrót, az újszülött démon kisétál a reggeli napfénybe, nyomában a gyerekekkel.
Pedro, Jaime és Jair hazatérnek. Jaime megtalálja Uriel megszállott testvérét, aki elmondja neki; négy nappal ezelőtt megölte az igazi tisztítót, és felfalta őt. Azt is elárulja – előző este ugyanezt tette az anyjával, valamint célozgat arra is, hogy Jaime anyja is ugyanerre a sorsra jutott. Odabent Pedro jégkrémmel eteti Jairt, aki azonban fuldokolni kezd és felköhögi Pedro anyjának haját, mivel Jairt is megszállták, és autizmusának álcája alatt becsapta Pedrót. Pedro kimegy, és összeomlik bánatában, mivel Jaime kivételével mindenkit elvesztett.

## Szereplők
| Szerep               | Színész                | Magyar hang          |
| -------------------- | ---------------------- | -------------------- |
| Pedro Yazurlo        | Ezequiel Rodrígueze    | Szabó Sipos Barnabás |
| Jaime "Jimi" Yazurlo | Demián Salomon         | Simon Kornél         |
| Mirta                | Silvina Sabater        | Kubik Anna           |
| Armando Ruiz         | Luis Ziembrowski       | Háda János           |
| Santino Yazurlo      | Marcelo Michinaux      |                      |
| Jair Yazurlo         | Emilio Vodanovich      |                      |
| Sabrina              | Virginia Garófalo      | Szávai Viktória      |
| Sara                 | Paula Rubinsztein      | Halász Aranka        |
| Vicky                | Lucrecia Nirón Talazac |                      |
| María Elena Gómez    | Isabel Quinteros       |                      |
| Jimena Ruiz          | Desirée Salgueiro      | Törtei Tünde         |
| Leonardo "Leo"       | Federico Liss          | Zöld Csaba           |

### Magyar változat
- Magyar szöveg: Roatis Andrea
- Hangmérnök és szinkronrendező: Kelemen Tamás
- Rendezőasszisztens: Fazekas Eszter
- Vágó: Orosz Dávid
- Gyártásvezető: Molnár Melinda
- Produkciós vezető: Kovács Anita

A szinkront a Dream Voice Stúdió készítette el.

## A film készítése
2021-ben az Amikor a gonosz leselkedik című film forgatókönyve második díjat nyert a Sitges Pitchboxon, amely egy nemzetközi pitch esemény, és a Filmarket Hub valamint az 56. Sitgesi Filmfesztivál közösen rendezték meg.
A filmet a Shudder és a La Puerta Roja gyártotta, utóbbi pedig az argentin székhelyű Aramos Cine és a Machaco Films közötti közös vállalkozás. Ez a Shudder első spanyol nyelvű produkciója. A forgatás 2022-ben zajlott.

## Bemutató
A film utómunkálatai során a Buenos Aires-i Puerto Maderóban, a Ventana Surban tartották a film korai bemutatóját, ahol a film elnyerte a Blood Window Screenings díjat.
A filmet a Torontói Nemzetközi Filmfesztiválon (TIFF) mutatták be 2023. szeptember 13-án a fesztivál „Midnight Madness” szekciójának részeként. A párizsi székhelyű Charades cég kezelte a film nemzetközi értékesítését a fesztiválon.
Az IFC Films október 6-án vetítette a mozikban, majd október 27-én a Shudder streaming-szolgáltatáson is megjelent.

## Fogadtatás
A Rotten Tomatoes weboldalon 97%-os értékelést kapott 121 pozitív kritika alapján, az átlagértékelése 7,8 pont a 10-ből. Az oldal szöveges összefoglalója szerint: „Az Amikor a gonosz leselkedik egy keményen ütős horrorfilm, amelynek felszíni ijesztgetései éppoly magával ragadóak, mint a tematikus aggályai, a film egy zsigerileg nyugtalanító kiegészítése a megszállott horror kánonjának.” A Metacritic oldalán 100-ból 75 pontot kapott 14 kritika alapján, ami „általánosságban kedvező” értékelést jelent.

### Díjak és jelölések
| Díj                                | Időpont           | kategória                               | Átvevő(k)                  | Eredmény | Forr.  |
| ---------------------------------- | ----------------- | --------------------------------------- | -------------------------- | -------- | ------ |
| Sitges Filmfesztivál               | 2023. október 14. | Legjobb játékfilm                       | Amikor a gonosz leselkedik | Elnyerte | [ 15 ] |
| Sitges Filmfesztivál               | 2023. október 14. | Blood Window díj a legjobb játékfilmnek | Amikor a gonosz leselkedik | Elnyerte | [ 15 ] |
| Gérardmer Nemzetközi Filmfesztivál | 2024. február 2.  | Kritikusok díja                         | Amikor a gonosz leselkedik | Elnyerte | [ 16 ] |
| Gérardmer Nemzetközi Filmfesztivál | 2024. február 2.  | Közönségdíj                             | Amikor a gonosz leselkedik | Elnyerte | [ 16 ] |
| Critics' Choice Super Awards       | 2024. árpilis 4.  | Legjobb horrorfilm                      | Amikor a gonosz leselkedik | Jelölve  | [ 17 ] |
| Platino Awards                     | 2024. árpilis 20. | Legjobb hangzás                         | Pablo Isola                | Jelölve  | [ 18 ] |